# Alegre
Alegre là một đô thị thuộc bang Espírito Santo, Brasil. Đô thị này có diện tích 772,714 km², dân số năm 2007 là 29578 người, mật độ 38,28 người/km².